# Sándor Márai
Dans le nom hongrois Márai Sándor, le nom de famille précède le prénom, mais cet article utilise l’ordre habituel en français Sándor Márai, où le prénom précède le nom.
Œuvres principales
- Les Confessions d'un bourgeois (1935)
- La Conversation de Bolzano (1940)
- Les Braises (1942)

Sándor Márai (prononcé : /ˈʃaːndor ˈmaːrɒi/), né Sándor Grosschmid de Mára (márai Grosschmid Sándor Károly Henrik en hongrois) le 11 avril 1900 à Kassa, qui fait alors partie du Royaume de Hongrie dans l'Empire austro-hongrois (aujourd'hui Košice, en Slovaquie), et mort le 22 février 1989 à San Diego, aux États-Unis, est un écrivain et journaliste hongrois.

## Biographie

### Milieu familial et années de formation

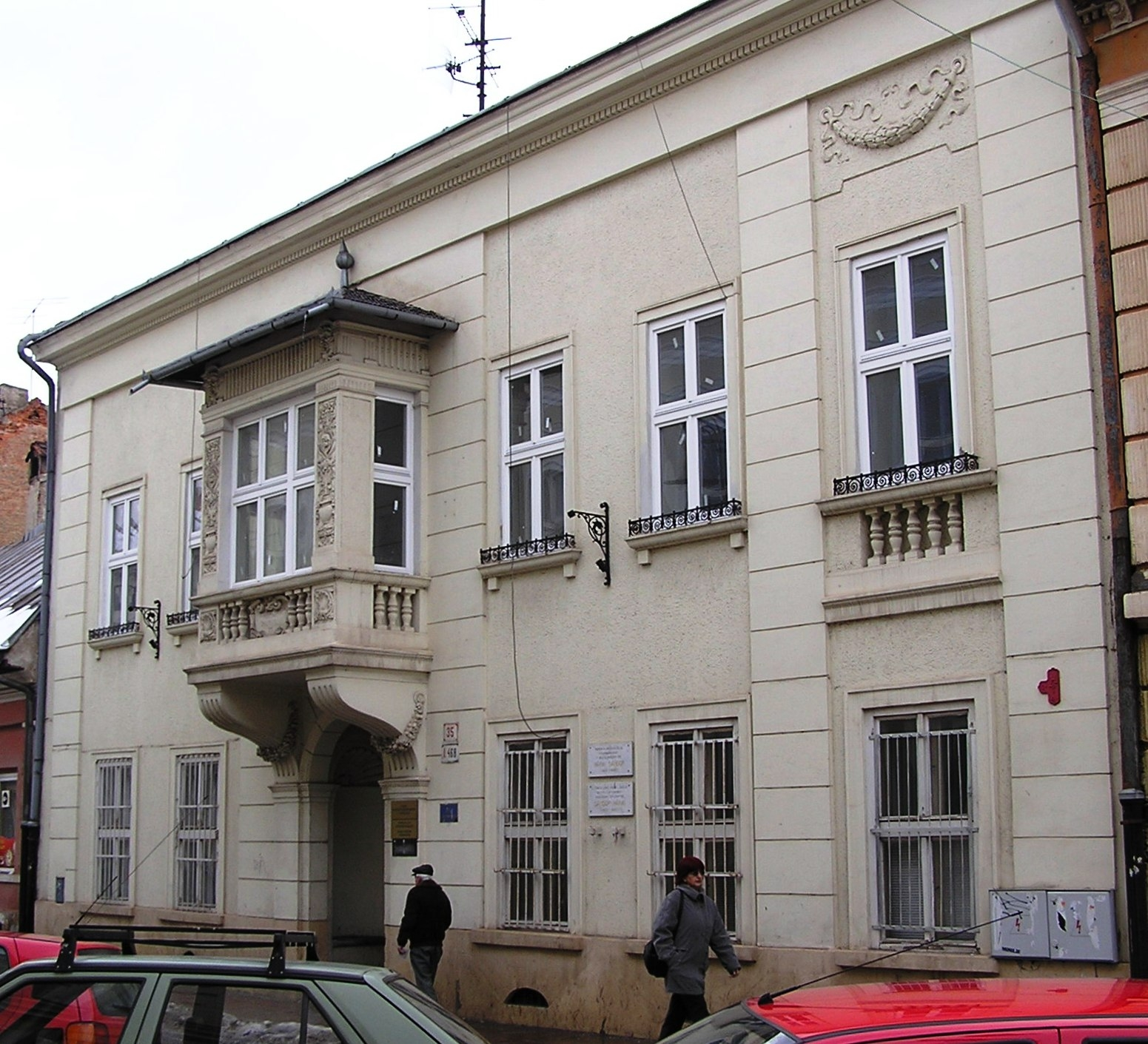
La maison où a vécu Sándor Márai durant son enfance à Košice

Sándor Márai naît dans une famille de la petite noblesse de Haute-Hongrie de quatre enfants dont il est l'aîné. Il est le fils du docteur Géza Grosschmid de Mára (1872-1934), notaire royal, président de la chambre des avocats de Kassa et ancien sénateur du Parti socialiste chrétien national hongrois. Sa mère est Margit Ratkovszky (1874-1964) et son frère est le réalisateur Géza Radványi. Son aïeul János Kristóf (1745-1798), haut fonctionnaire du Trésor né et installé dans le comitat de Máramaros en Hongrie de l'est, au nord de la région Transylvanie, y reçut de Léopold II la terre noble de Mára (1790).
Sándor Márai est attiré très tôt par l'écriture. Il publie en effet son premier recueil de poésies à l'âge de 18 ans et, tout en poursuivant des études d'art à l'université de Budapest, collabore régulièrement au quotidien Magyarország. Une contribution à un journal communiste lors de l'éphémère République des Conseils de Hongrie, régime dictatorial dirigé par Béla Kun (21 mars - 1er août 1919), incite ses parents à le presser de partir quelque temps à l'étranger, au renversement de ce régime par l'armée franco-roumaine du général Henri Berthelot. Ils craignent pour leur fils la « Terreur blanche », la répression organisée contre les communistes par les contre-révolutionnaires hongrois. Sándor Márai part donc pour l'Allemagne afin d'entamer des études de journalisme à l'Université de Leipzig et des études de philosophie aux Universités de Francfort et de Berlin, tout en écrivant des articles pour les journaux et les magazines. C'est à Berlin qu'il rencontre par hasard dans un café Ilona Matzner (Lola) qu'il avait connue à Kassa. Ils se marient quelques mois plus tard, en 1923. Le jeune couple s'installe d'abord à Paris, où Sándor Márai travaille comme correspondant du Frankfurter Zeitung, le journal de la bourgeoisie libérale allemande, dont il est devenu l'une des prestigieuses signatures. Il envisage pendant un temps d'écrire en allemand, mais il choisit finalement sa langue maternelle, le hongrois. Sándor Márai et sa jeune épouse décident de rentrer à Budapest, en 1928, où le régime très conservateur de l'amiral Miklós Horthy, élu le 1er mars 1920 « Régent du royaume », maintient la démocratie parlementaire bien que le type de scrutin hongrois empêche toute alternance politique véritable. Les propriétaires terriens, dans une économie où l'agriculture est prépondérante, et l'aristocratie qui domine l'armée et la classe politique sont les principaux soutiens du régime.

### Un écrivain célèbre dans la Hongrie du régent Horthy

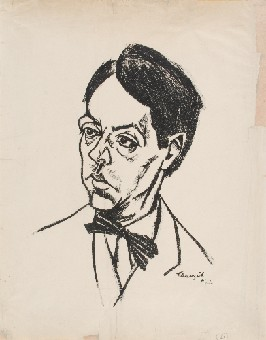
Portrait de Sándor Márai par Lajos Tihanyi, 1924

Journaliste, poète, auteur dramatique, traducteur littéraire, cet écrivain brillant connaîtra dès ses premiers romans le succès avec Le Premier Amour (1928), Les Révoltés (1930), Un chien de caractère (1932), L'Étrangère (1934) et surtout Les Confessions d'un bourgeois (1934), écrits dans un style clair et réaliste. Ses nombreux articles dans le journal Újság font de Sándor Márai le chroniqueur célèbre de la vie culturelle de son pays. Encensé et adulé, il fait paraître Divorce à Buda (1935) et L'Héritage d'Esther (1939) qui sont autant de chefs-d'œuvre. Il est l'un des premiers à découvrir Kafka qu'il traduit en hongrois. En 1939, Sándor Márai et son épouse perdent leur fils, Kristóf, quelques semaines seulement après sa naissance. Ils n'auront pas d'autre enfant, mais ils adoptent János. Sándor Márai se tient à l'écart des chapelles littéraires et observe avec inquiétude la montée des régimes totalitaires.
Le destin de Sándor Márai, comme celui de sa ville natale, est lié aux soubresauts de l'histoire de son pays. La Hongrie se trouve dans le camp des vaincus à la fin de la Première Guerre mondiale et le Traité de Trianon en 1920, qui lui a enlevé les deux tiers de son territoire et plus de la moitié de sa population, est ressenti comme une injustice par les Hongrois. Toute la politique de la Hongrie conduite par l'amiral Horthy sera dès lors centrée sur la récupération des territoires perdus. Le régime autoritaire et conservateur du régent Horthy s'allie à l'Italie de Mussolini par un traité d'amitié en 1927. Sándor Márai, antifasciste, juge sévèrement la trahison des idéaux de la démocratie par sa classe sociale, la bourgeoisie intellectuelle de son pays. Il assiste au glissement accéléré de la Hongrie vers le fascisme et, dès 1933 sous l'impulsion du Premier ministre Gyula Gömbös, à une alliance de plus en plus étroite avec l'Allemagne nazie et à un antisémitisme de plus en plus actif sous la pression de celle-ci. Entamant ce qu'il appelle son « émigration interne », il se consacre dès lors à son travail d'écrivain pendant cette période de l'entre-deux-guerres et toute la Seconde Guerre mondiale, puisque son pays ne sera envahi par l'Allemagne que le 19 mars 1944. Il fait paraître notamment deux superbes romans, La Conversation de Bolzano (1940) et, surtout, Les Braises (1942) qui devient un véritable bestseller.
Mais la guerre se rapproche. Devant l'avancée de l'Armée rouge, la Wehrmacht occupe la Hongrie, son alliée. Les Márai, en raison de l'origine juive d'Ilona, doivent se cacher à Leányfalu, un village situé à 25 km au nord de Budapest, pour échapper aux arrestations et aux déportations massives de la population juive hongroise organisées par les nazis, d'abord en province, puis à Budapest. Ils espèrent ensuite échapper aux exactions, viols et pillages de l'Armée rouge. C'est le sujet de son autobiographie intitulée Mémoires de Hongrie, parue en 1972, dans laquelle Sándor Márai, exilé, relate l'arrivée des soldats soviétiques et les premières années de l'installation du pouvoir communiste par la force.

### L'arrivée des communistes au pouvoir
L'Armée rouge encercle Budapest le 29 décembre 1944 et le siège prend fin le 13 février 1945. Dans son roman Libération, Sándor Márai décrit ces minutes de terreur, ces heures d'attente et d'ennui. Son héroïne, biologiste, étudie les réactions humaines comme on le ferait en laboratoire. À travers elle, le grand romancier s'interroge sur le sens des mots liberté et racisme, prenant des exemples à portée de main : un homme condamné par le silence de ses voisins, l'arrivée d'un jeune Russe « libérateur ».
Sándor Márai a écrit ce texte atypique en trois mois, juste après la prise de Budapest par l'armée soviétique. Pourtant, il réussit à transformer le reportage instantané en une œuvre littéraire poignante et incisive. On sent chez cet écrivain trop longtemps oublié un profond scepticisme : une guerre, un génocide ne serviront jamais de leçon à l'histoire des hommes, semble-t-il nous dire – tandis que son héroïne découvre l'aube en tenant dans sa main un mouchoir trempé de sang. Le roman ne sera publié qu'en 2000 : Márai y raconte les derniers jours du siège de la capitale à travers l'analyse du comportement des habitants terrés dans les caves d'un immeuble pendant ces heures interminables d'attente de l'issue des combats. Écrit quelques mois après la libération de la ville, il transforme un épisode douloureux de la vie de la population en une œuvre littéraire. Budapest est en ruines et lui-même ne retrouve dans les décombres de sa maison qu'un chapeau haut-de-forme, une photo de Tolstoï et un seul livre d'une bibliothèque de 6 000 volumes. L'histoire de son pays bascule avec l'arrivée de l'Armée rouge et des nouvelles autorités.
Sándor Márai assiste avec tristesse à l'installation progressive et forcée du régime communiste dans son pays avec l'appui des troupes d'occupation. Ses valeurs, celles de sa classe sociale, la bourgeoisie, dans ce qu'elle avait de meilleur selon lui, sont peu à peu en totale opposition avec celles de son pays : la démocratie libérale garantissant les libertés fondamentales dont celles de s'exprimer et de créer librement. Un temps honoré par les nouvelles autorités de son pays, nommé secrétaire général de l'Union des écrivains en 1945, puis élu membre de l'Académie des sciences en 1947, il n'est plus que toléré dans la République de Hongrie. Désigné par la presse communiste comme étant un « auteur bourgeois », sévèrement critiqué par l'influent philosophe marxiste Georg Lukács, ancien membre du gouvernement de Béla Kun, son dernier livre mis au pilon,, Sándor Márai prend la décision d'émigrer. Bien plus tard, dans Mémoires de Hongrie, il racontera ses années de disgrâce, avant son départ en exil, sous le nouveau régime dans lequel il est considéré comme un ennemi de classe. Dans ce récit des années 1944 à 1948, il montre l'asservissement de son pays, l'écrasement des libertés tant politiques, culturelles que spirituelles, la bassesse de ses élites, la terreur qu'inspire le pouvoir. En raison des pressions qui s'exercent sur lui, Sándor Márai est contraint de s'exiler en 1948. Comme le note son éditeur français Albin Michel : l'écrivain doit se résigner à l'évidence : l'humanisme est assassiné, on assiste au triomphe d'une nouvelle barbarie à laquelle, une fois de plus, le peuple se soumet. Isolé et impuissant, Márai décide de quitter son pays : « Pour la première fois de ma vie, j'éprouvai un terrible sentiment d'angoisse. Je venais de comprendre que j'étais libre. Je fus saisi de peur », écrit-il la nuit de son départ en 1948. Il sera totalement ignoré par les instances littéraires de son pays pendant toutes les années du communisme. Ses livres resteront interdits et ne seront pas édités jusqu'à la chute du régime.

### L'exil en Italie et aux États-Unis
Après quelques semaines passées en Suisse, Sándor Márai part pour l'Italie pour un premier séjour (1948-1952). Il s'installe à Naples dans le quartier de Pausilippe où il situera son roman Le Miracle de San Gennaro (publié en allemand en 1957, puis en hongrois en 1965). Il collabore à Radio Free Europe de Munich, une radio financée par le Congrès des États-Unis dont le but, en pleine guerre froide, est de combattre le communisme en diffusant des informations indisponibles de l'autre côté du rideau de fer. Il y était l'un des premiers journalistes des programmes hongrois. En 1952, il décide de s'installer à New York et acquiert la nationalité américaine en 1957. Il séjourne aux États-Unis jusqu'en 1967, où il poursuit sa collaboration à Radio Free Europe avec notamment une émission littéraire Sunday Letters. En mai 1967, il revient en Italie pour un second séjour de 1967 à 1980. Il se retire avec sa femme Lola à Salerne, près de Naples où les Márai mènent une vie paisible. Des problèmes de santé conduisent Sándor Márai et son épouse Lola à effectuer un dernier départ en 1980 pour les États-Unis. Ils y vivront à proximité de leur fils János à San Diego, en Californie.
Pendant ses 41 années d'exil, il poursuivra l'écriture d'une œuvre immense, en hongrois, qui comprend des romans - dont Paix à Ithaque ! (1952) et Les Métamorphoses d'un Mariage (1980), l'important récit autobiographique, Mémoires de Hongrie (1972), des pièces de théâtre, des poèmes et des journaux intimes (de 1943 à 1983). Ses livres ne sont publiés que par les maisons d'édition hongroises en exil et ne peuvent circuler en Hongrie que sous le manteau. Son œuvre est régulièrement traduite en langues étrangères, mais sans pour autant rencontrer un grand succès. Le 4 janvier 1986, son épouse Lola, qui était devenue aveugle, meurt d'un cancer. Une année plus tard, son fils János décède également, à l'âge de 46 ans. Brisé par la disparition de ses proches et vivant dans un isolement de plus en plus complet, Sándor Márai se donne la mort à San Diego le 22 février 1989, huit mois seulement avant la fin de la République populaire de Hongrie proclamée le 23 octobre 1989. Un an avant sa disparition, un de ses amis s'était rendu dans une librairie à Budapest pour acheter ses livres et s'était entendu dire : « Il n'y a pas d'écrivain au nom de Márai. »

### La reconnaissance d'un immense écrivain européen

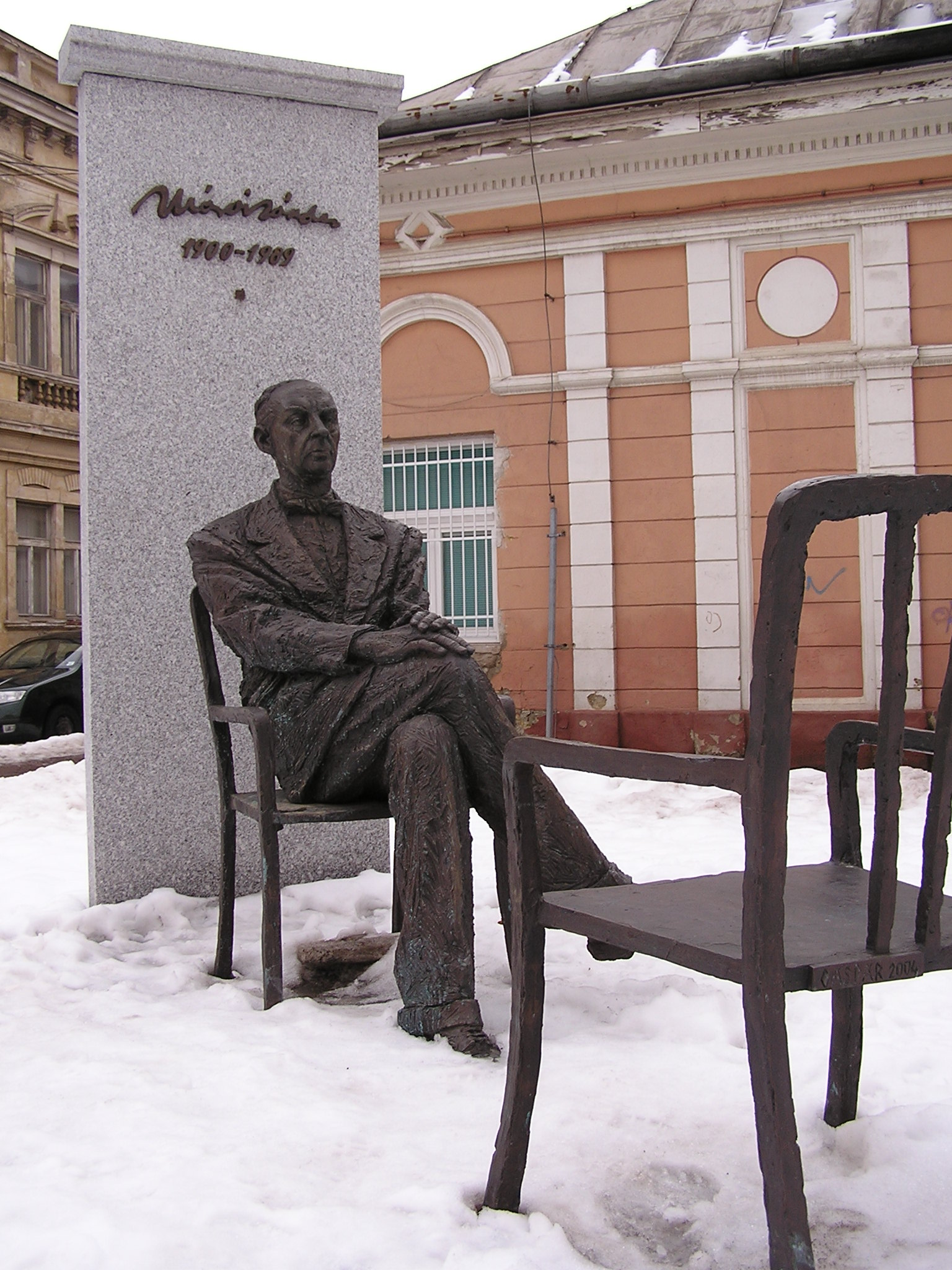
La statue de Sándor Márai à Košice

Pendant son exil, l'oeuvre de Márai est restée largement oubliée en Europe, à l'exception notable de quelques traductions en espagnol et en allemand. Márai ne sera redécouvert qu'après sa mort, au début des années 1990 et de manière spectaculaire, grâce aux éditions Albin Michel, qui le publient dans la collection « Les grandes traductions », dirigée alors par Ibolya Virág , l'éditrice à qui l'on doit en France la découverte de grands écrivains hongrois, classiques et contemporains qui étaient inconnus ou oubliés. En rééditant Les Braises, la traduction française de A gyertyák csonkig égnek déjà parue en 1958 sans grand succès, Ibolya Virág révèle les romans de Sándor Márai au public français et les fait connaître aux éditeurs étrangers. Traduit ensuite dans un grand nombre de langues, dont l'italien, l'anglais, l'allemand, l'espagnol et le portugais, le roman de Sándor Márai connaît un succès mondial inédit pour une œuvre de la littérature hongroise. Newsweek peut intituler un article consacré à Sándor Márai en janvier 2005 : Sauvé de l'oubli : l'étonnante résurrection de Márai
L'œuvre de Sándor Márai est maintenant considérée comme faisant partie du patrimoine littéraire européen et jouit d'une réputation semblable à celles de Stefan Zweig, de Joseph Roth et d'Arthur Schnitzler. Comme eux, il est un des grands écrivains du XXe siècle, l'un des derniers représentants de la culture brillante et cosmopolite de la Mitteleuropa emportée par la défaite de l'Empire austro-hongrois et par les totalitarismes. Cet intellectuel idéaliste écrivait dans Les Confessions d'un bourgeois : « Tant qu'on me laissera écrire, je montrerai qu'il fut une époque où l'on croyait en la victoire de la morale sur les instincts, en la force de l'esprit et en sa capacité de maîtriser les pulsions meurtrières de la horde. »
En 1990, Sándor Márai a reçu le Prix Kossuth, la plus haute distinction hongroise, à titre posthume. Le Petőfi Irodalmi Múzeum, musée consacré à la littérature hongroise à Budapest, conserve les documents lui appartenant. C'est le centre de recherche le plus important consacré à la vie et à l'œuvre du grand écrivain.

## Œuvres

### Romans
- A mészáros (1924)
- Bébi, vagy az első szerelem (1928) Publié en français sous le titre Le Premier Amour, Paris, Albin Michel, 2008 ; réédition, Paris, LGF, coll. « Le Livre de poche » no 31943, 2010  (ISBN 978-2-253-12969-1)
- Zendülők (1930) [= A Garrenek műve I.] (voir ci-dessous ce dernier titre paru en 1988) Publié en français sous le titre Les Révoltés, Paris, Éditions Les Revues (Gallimard), 1931  (ISBN 978-2-070-24154-5) ; réédition, Paris, Albin Michel, 1992 ; réédition, Paris, LGF, coll. « Le Livre de poche. Biblio » no 3370, 2003  (ISBN 2-253-93370-8)
- Idegen emberek (1931) Publié en français sous le titre Les Étrangers, Paris, Albin Michel, 2012 ; réédition, Paris, LGF, coll. « Le Livre de poche. Biblio » no 33213, 2014  (ISBN 978-2-253-19422-4)
- Csutora (1932) Publié en français sous le titre Un chien de caractère, Paris, Albin Michel, 2003 ; réédition, Paris, LGF, coll. « Le Livre de poche. Biblio » no 3406, 2005  (ISBN 2-253-09931-7)
- A sziget (1934) Publié en français sous le titre L'Étrangère, Paris, Albin Michel, 2010 ; réédition, Paris, LGF, coll. « Le Livre de poche » no 32601, 2012  (ISBN 978-2-253-16673-3)
- Egy polgár vallomásai (1935) Publié en français sous le titre Les Confessions d'un bourgeois, Paris, Albin Michel, 1993 ; réédition, Paris, LGF, coll. « Le livre de poche. Biblio » no 3369, 2002  (ISBN 2-253-93369-4)
- Válás Budán (1935) Publié en français sous le titre Divorce à Buda, Paris, Albin Michel, 2002 ; réédition, Paris, LGF, coll. « Le Livre de poche. Biblio » no 3386, 2004  (ISBN 2-253-13060-5)
- A féltékenyek (1937)
- Déli szél (1939)
- Eszter hagyatéka (1939) Publié en français sous le titre L’Héritage d'Esther, Paris, Albin Michel, 2001 ; réédition, Paris, LGF, coll. « Le Livre de poche. Biblio » no 3374, 2003  (ISBN 2-253-93374-0)
- Vendégjáték Bolzanóban (1940) Publié en français sous le titre La Conversation de Bolzano, Paris, Albin Michel, 1992 ; réédition, Paris, LGF, coll. « Le Livre de poche. Biblio » no 3361, 2002  (ISBN 2-253-93361-9)
- Szindbád hazamegy (1940)  Publié en français sous le titre Dernier jour à Budapest, Paris, Albin Michel, 2017 ; réédition, Paris, coll. « Les Grandes Traductions »,  (ISBN 978-2-226-39640-2); réédité au Livre de Poche (n° 35557) en septembre 2019.
- Az igazi (1941) [roman suivi de l'épilogue Judit… és az utóhang (1980)] (voir ce titre ci-dessous)
- A gyertyák csonkig égnek (1942) Publié en français sous le titre Les Braises, Paris, Buchet-Chastel-Corrêa, 1958 ; réédition, Paris, Albin Michel, 1995 ; réédition, Paris, LGF, coll. « Le Livre de poche. Biblio » no 3378, 2003  (ISBN 2-253-93378-3)
- Sirály (1943) Publié en français sous le titre Les Mouettes, Paris, Albin Michel, 2013 ; réédition, Paris, LGF, coll. « Le Livre de poche. Biblio » no 33680, 2015  (ISBN 978-2-253-19463-7)
- A nővér (1946) Publié en français sous le titre La Sœur, Paris, Albin Michel, 2011 ; réédition, Paris, LGF, coll. « Le Livre de poche. Biblio » no 33009, 2013  (ISBN 978-2-253-17558-2)
- Sértődöttek (1947-1948), roman en trois volumes
- Béke Ithakában (1952) Publié en français sous le titre Paix à Ithaque !, Paris, Éditions In Fine, 1995 ; réédition, Paris, LGF, coll. « Le Livre de poche. Biblio » no 3411, 2005  (ISBN 2-253-13081-8)
- San Gennaro vére (1965) Publié en français sous le titre Le Miracle de San Gennaro, Paris, Albin Michel, 2009 ; réédition, Paris, LGF, coll. « Le Livre de poche » no 32141, 2011  (ISBN 978-2-253-15966-7)
- Ítélet Canudosban (1970)
- Rómában történt valami (1971)
- Erősítő (1975) Publié en français sous le titre La Nuit du bûcher, Paris, Albin Michel, 2015 ; réédition, Paris, LGF, coll. « Le Livre de poche », n° 34481, 2017  (ISBN 978-2-253-06970-6)
- Judit… és az utóhang (1980) [épilogue du roman Az igazi, les deux sections publiées en français en un seul volume] Publié en français sous le titre Métamorphoses d'un mariage, Paris, Albin Michel, 2006 ; réédition, Paris, LGF, coll. « Le Livre de poche » no 31076, 2008  (ISBN 978-2-253-08447-1)
- Harminc ezüstpénz (1983)
- A Garrenek műve (1988) [voir Zendülők (1930)]
- Szabadulás (2000), publication posthume Publié en français sous le titre Libération, Paris, Albin Michel, 2007  (ISBN 978-2-226-18104-6)
- Szívszerelem (2001), publication posthume

### Recueils de nouvelles
- Panaszkönyv (1922)
- Műsoron kivül (1931)
- Bolhapiac (1934)
- Kabala (1936)
- Mágia (1941)
- Medvetánc (1946)
- Lucrétia fia (2004), anthologie publiée de façon posthume
- Lomha kaland (2005), anthologie publiée de façon posthume
- A régi szerető (2005), anthologie publiée de façon posthume

### Poésie
- Emlékkönyv (1918)
- Emberi hang (1921)
- Mint a hal vagy a néger (1930)
- A szegények iskolája (1933)
- Verses Könyv (1945)
- A delfin visszanézett (1978)

### Théâtre
- Männer (1921)
- Kaland (1940)
- A kassai polgárok (1942)
- Varázs (1945)
- Egy úr Velencéből (1960)
- Jób... és a könyve (1982), recueil de pièces radiophoniques et de téléfilms)
- Parázs (1965), adaptation théâtrale du roman Les Braises

### Essais
- A szegények iskolája (1934)
- Kassai őrjárat (1941)
- Röpirat a nemzetnevelés ügyében (1942)
- Ihlet és nemzedék (1946)

### Journaux
- Napló, 1943–1944 (1945), publié à Budapest
- Napló, 1945–1957 (1958), publié à Washington
- Napló, 1958–1967 (1968), publié à New York
- Napló, 1968–1975 (1976), publié à Toronto
- Napló, 1976–1983 (1985), publié à Munich

- Traduction française : 
  - Journal. Les années hongroises, 1943-1948, Albin Michel, 2019 (Prix Clarens du journal intime 2019).
  - Journal. Les années d'exil, 1949-1967, Albin Michel, 2021.
  - Journal. Les années d'exil, 1968-1989, Albin Michel, 2023.

### Mémoires
- Föld, föld!… (1972) Publié en français sous le titre Mémoires de Hongrie, Paris, Albin Michel, 2004 ; réédition, Paris, LGF, coll. « Le Livre de poche. Biblio » no 3430, 2006  (ISBN 2-253-08286-4)
- Hallgatni akartam (2013), publication posthume Publié en français sous le titre Ce que j’ai voulu taire, Paris, Albin Michel, 2014  (ISBN 978-2-226-31238-9) ; réédition, Paris, LGF, coll. « Le Livre de poche. Biblio » no 34294, 2016  (ISBN 978-2-253-06934-8)

### Récits de voyage
- Istenek nyomában (1927)
- Napnyugati őrjárat (1936)
- Európa elrablása (1947)

### Autres publications
- A négy évszak (1938), épigrammes en prose
- Ég és föld (1942), aphorismes
- Füves könyv (1942), maximes et épigrammes en prose
- Vasárnapi krónika (1943), chroniques

## Sur l'œuvre de Sándor Márai
- La Fortune littéraire de Sándor Márai, ouvrage collectif sous la direction d'András Kányádi, Éditions des Syrtes, 2012
- André Reszler, Budapest. I Luoghi di Sándor Márai, Milano, Unicopli, 2008,  (ISBN 9788840012674)